# Futsal My-Cars Châtelet
Futsal My-Cars Châtelet is een Belgische zaalvoetbalclub uit Aiseau-Presles.

## Historiek
De club werd opgericht op 13 juni 2005 onder de naam Oasis Club Charleroi. In 2007 werd beslist de naam te veranderen en te verhuizen. De club werd hernoemd tot Karadeniz Motors Aiseau. In 2013 werd de naam gewijzigd in Futsal My-Cars Roselies. De club werd in het seizoen 2014/15 kampioen in tweede nationale en is sinds het seizoen 2015/16 actief in eerste nationale. In 2019 werd de clubnaam gewijzigd in Futsal My-Cars Châtelet.